# Rhizoprionodon taxandriae
Espèce
Rhizoprionodon taxandriae est une espèce fossile de requins-aiguille de la famille des Carcharhinidae. 

## Classification
L'espèce Rhizoprionodon taxandriae est décrite par Maurice Leriche en 1926,.

### Fossiles
Elle est connue dans le Miocène de France et le Pliocène d'Équateur.

### Synonymes
- Carcharhinus (Scoliodon) cf. taxandriae
- Carcharhinus (Scoliodon) taxandriae
- Carcharias (Scoliodon) taxandriae
- Rhizoprionodon dentatus
- Scoliodon aff. taxandriae
- Scoliodon cf. taxandriae
- Scoliodon dentatus
- Scoliodon taxandriae

## Description
Ces restes fossilisés sont présents dans les faluns de Bretagne.

### Description des dents
Les dents de requins-aiguille sont difficiles à différencier et sont sujettes à confusion avec celles de nombreux genres (de même que les différents genres de la famille des Carcharhinidae en général). Elles présentent une couronne avec une cuspide courbée vers l'arrière, mais concave sur son tranchant mésial, et convexe sur son tranchant distal. De chaque côté de la couronne se retrouve un talon. Le talon postérieur est finement dentelé alors que le reste de la couronne ne l'est pas. La racine est plate, courte, avec un sillon nourricier médian. La face interne de la dent est convexe contrairement à la face externe plate.

### Publication originale
- [1926] Maurice Leriche, « Les poissons tertiaires de Belgique. IV. Les poissons néogènes », Mémoires du Musée Royal d'Histoire Naturelle de Belgique, vol. 32,‎ 1926, p. 367-472.